# Nyírbátor
Nyírbátor [ˈɲiːɾbaːtoɾ] est une ville de Hongrie dans le département Szabolcs-Szatmár-Bereg, gardant encore des traces de l’architecture des XVe et XVIe siècles. Elle fut sous la houlette de plusieurs familles de seigneurs, les Báthory, les Bethlen, les Rákóczi ou les Károlyi.

## Histoire

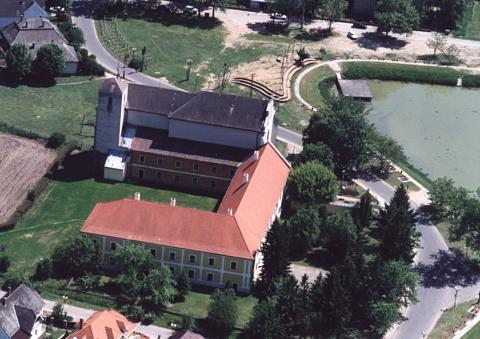
Église et couvent des Minorites

On parle pour la première fois de Nyírbátor dans un document de 1279. Le nom Bátor dérive probablement d’un nom de personne (bátor « héros » en hongrois ancien, mot d'origine turque ancienne), et l'élément Nyír indique la région Nyírség, en hongrois « pays des bouleaux ». À cette époque, les ancêtres des Báthori étaient déjà les propriétaires du village, jusqu’en 1613, avec l’arrivée de Gabriel Báthory, seigneur transylvanien, qui donne à la famille ses lettres de noblesse.
Au XVe siècle, un deuxième Báthory, István, érige deux églises médiévales à Nyírbátor. Aujourd’hui, on peut aussi admirer une église protestante, aux influences italiennes, contenant oratoire et sépulture, et notamment un réseau d’ogives croisées, que les vitraux illuminent encore, dans un style gothique tardif.
Au XVIe siècle, Nyírbátor joue un rôle d’importance dans l’histoire de Hongrie : en 1549 l’empereur Ferdinand Ier conclut la Convention de Nyirbator avec les souverains transylvaniens. S’ensuivent quelques décennies tranquilles, remises plus tard en cause par l’influence des princes transylvaniens et des controverses sur les frontières.
Depuis, la ville n’a cessé de s’appauvrir, jusqu’en 1872 où une importante réforme administrative a rehaussé la situation du village.
La ville s'est ouverte sur le monde moderne, avec le tourisme, nombre de festivals, et surtout le pôle technologique d'ingénierie et d'informatique MSK, avec une usine de 7 hectares employant près de 200 personnes, ramifié en France et en Allemagne.

## Monuments

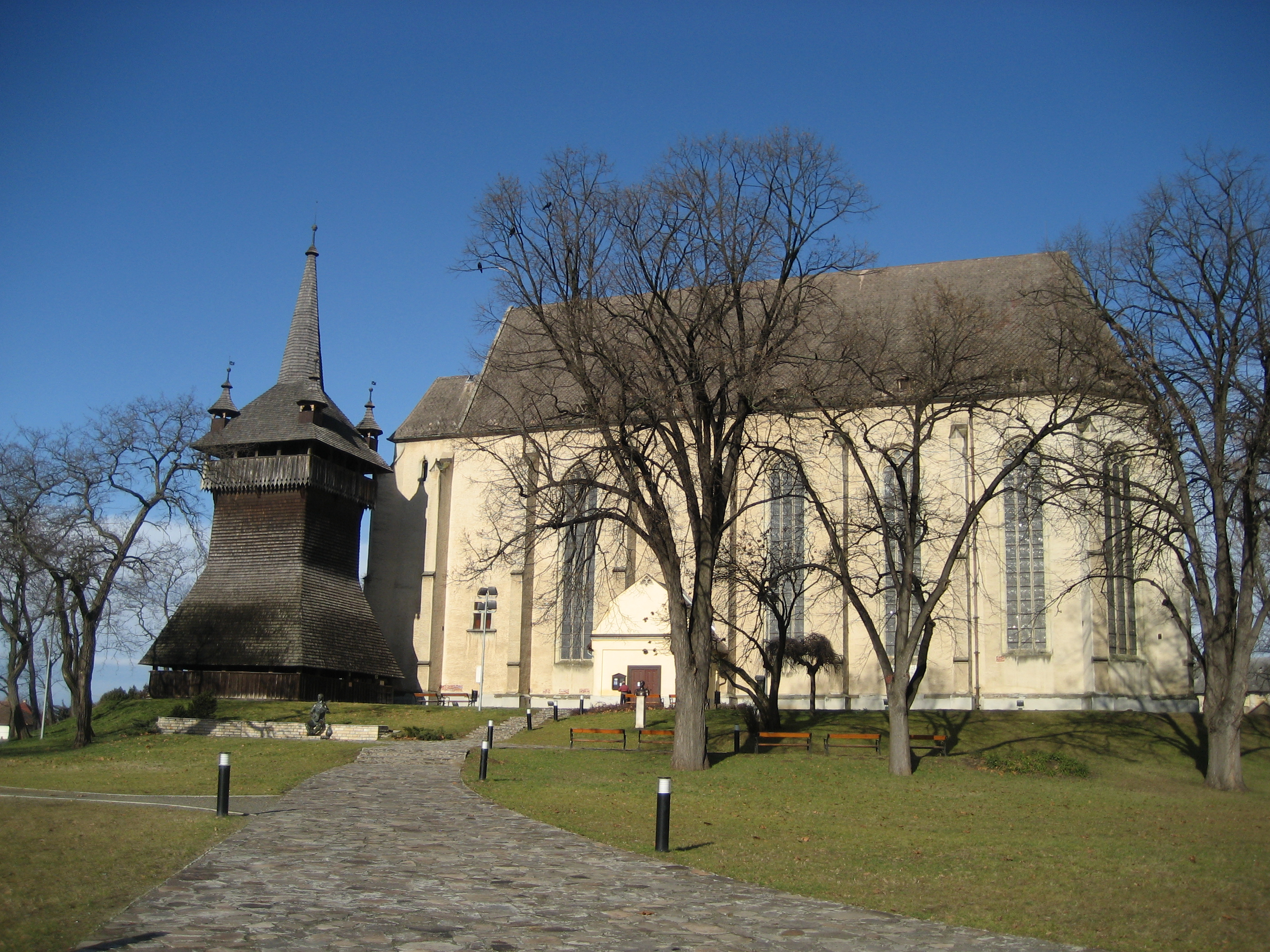
Le temple réformé et son clocher

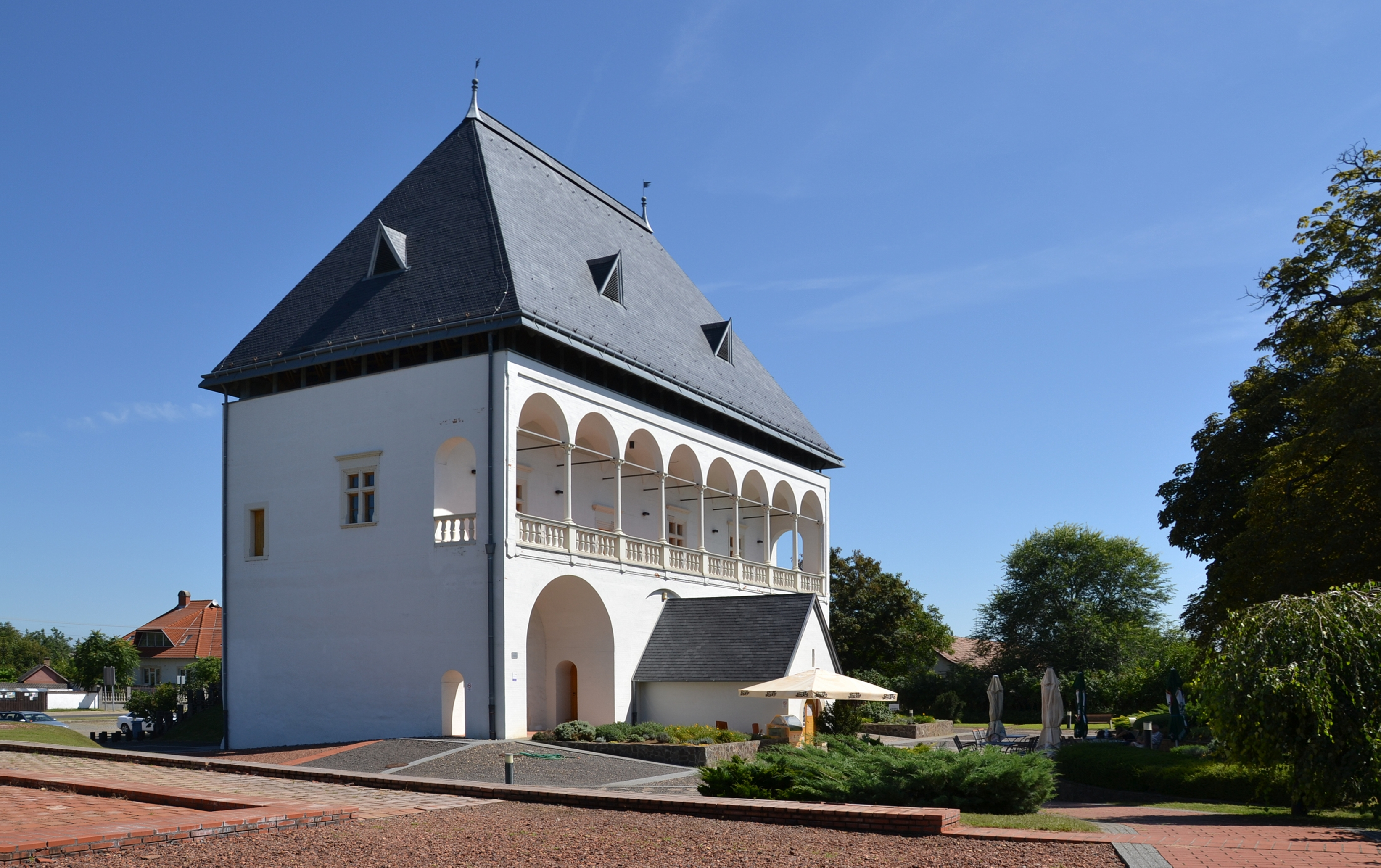
Le palais Báthory (várkastély, XVIe siècle)

- Le temple gothique actuel : église calviniste Saint-Georges, de style gothique, du maître-architecte le père franciscain Jean. La voûtes est gothique et les chapiteaux richement sculptés. Elle est à l’origine le lieu de sépulture de la famille princière Báthory. Le mobilier d'origine, la chaire et l'autel (nommé "Krucsay", du nom du donateur, et qui représente la Passion du Christ) sont de style baroque, représentants de la sculpture sur bois hongroise. Certains éléments sont exposés au Musée National de Budapest, d'autres au Musée Báthory.
- À côté de l'église, un clocher en bois.
- La propriété des Báthory du XVe siècle rénovée en 2005.
- Le musée Étienne Báthory, dans sa demeure construite entre 1735 et 1758.

## Festivals
- Nyírbátor Journées de musique : concerts dans des églises, à Nyírbátor et ses environs.
- Le Festival international des rues
- AZFestival
- Festival des Rencontres Rhythm and Blues

## Personnalités liées
- Élisabeth Báthory, aristocrate (1560-1614), née à Nyírbátor ;
- András Kun, prêtre catholique et criminel de guerre pro-nazi (1911-1945), né à Nyírbátor ;
- Lajos Molnár, médecin et homme politique (1946-2015), né à Nyírbátor ;
- Zoltán Béres, boxeur, né à Nyírbátor en 1968.

## Villes jumelées
- Szilágysomlyó (Roumanie)
- Nagykároly (Roumanie)
- Vynohradiv (Ukraine)
- Rawa Mazowiecka (Pologne)
- Hrodna (Biélorussie)

## Photos

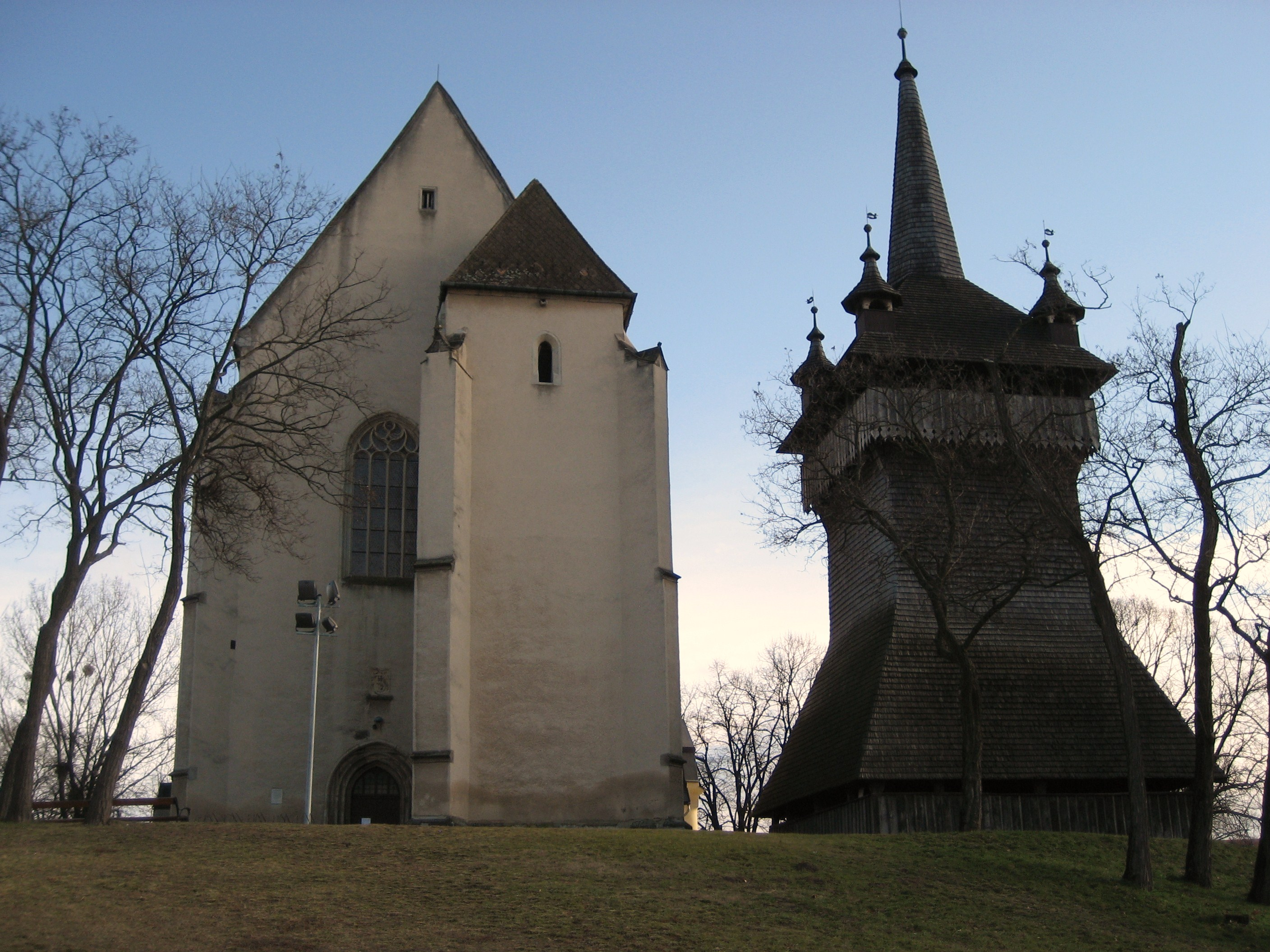
Le campanile du temple réformé
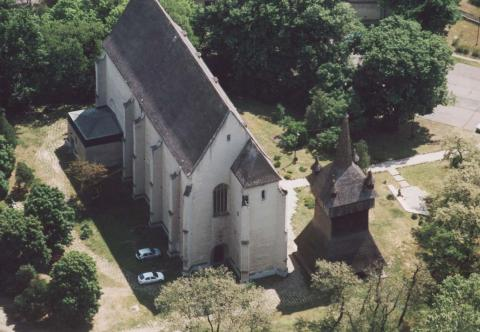
Vue aérienne du temple réformé
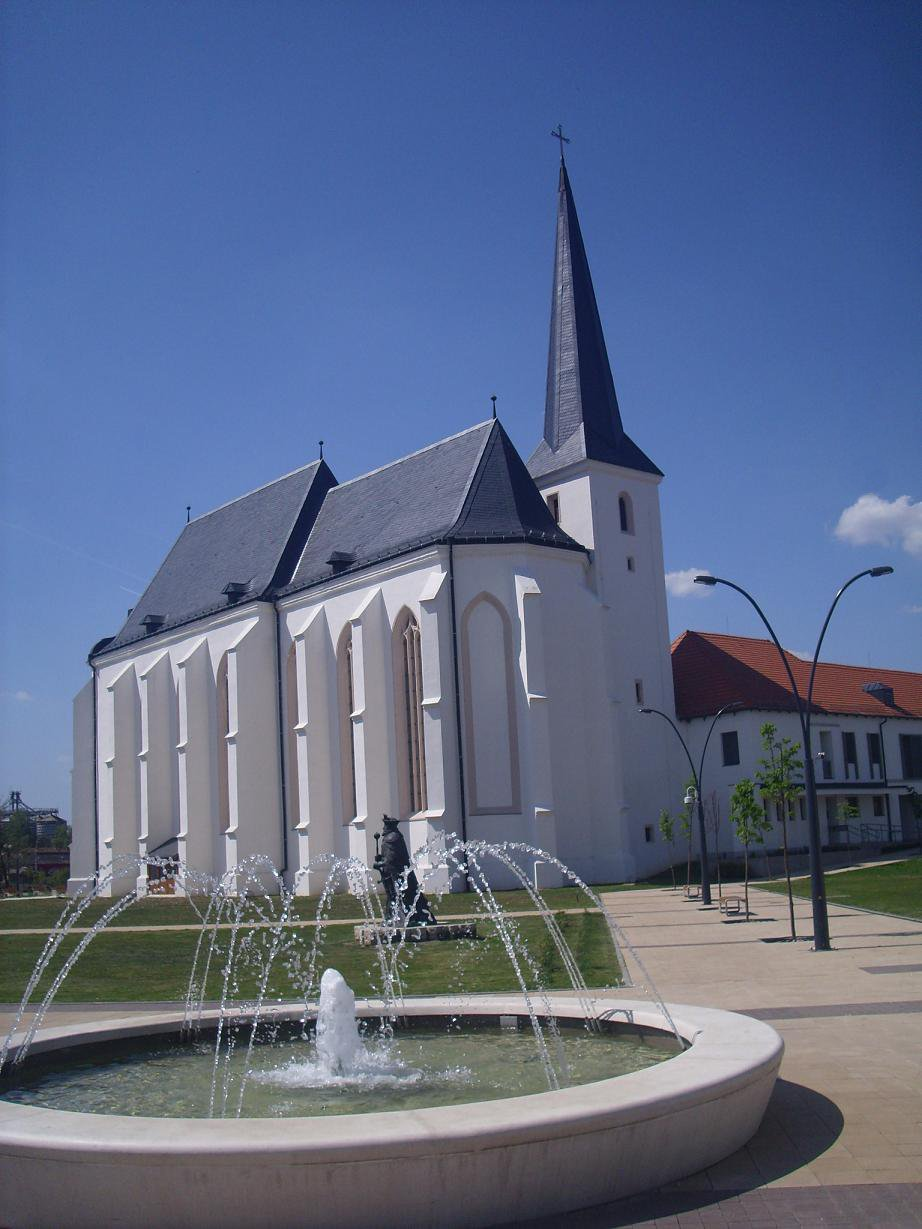
L'église des Minorites avec son nouveau clocher
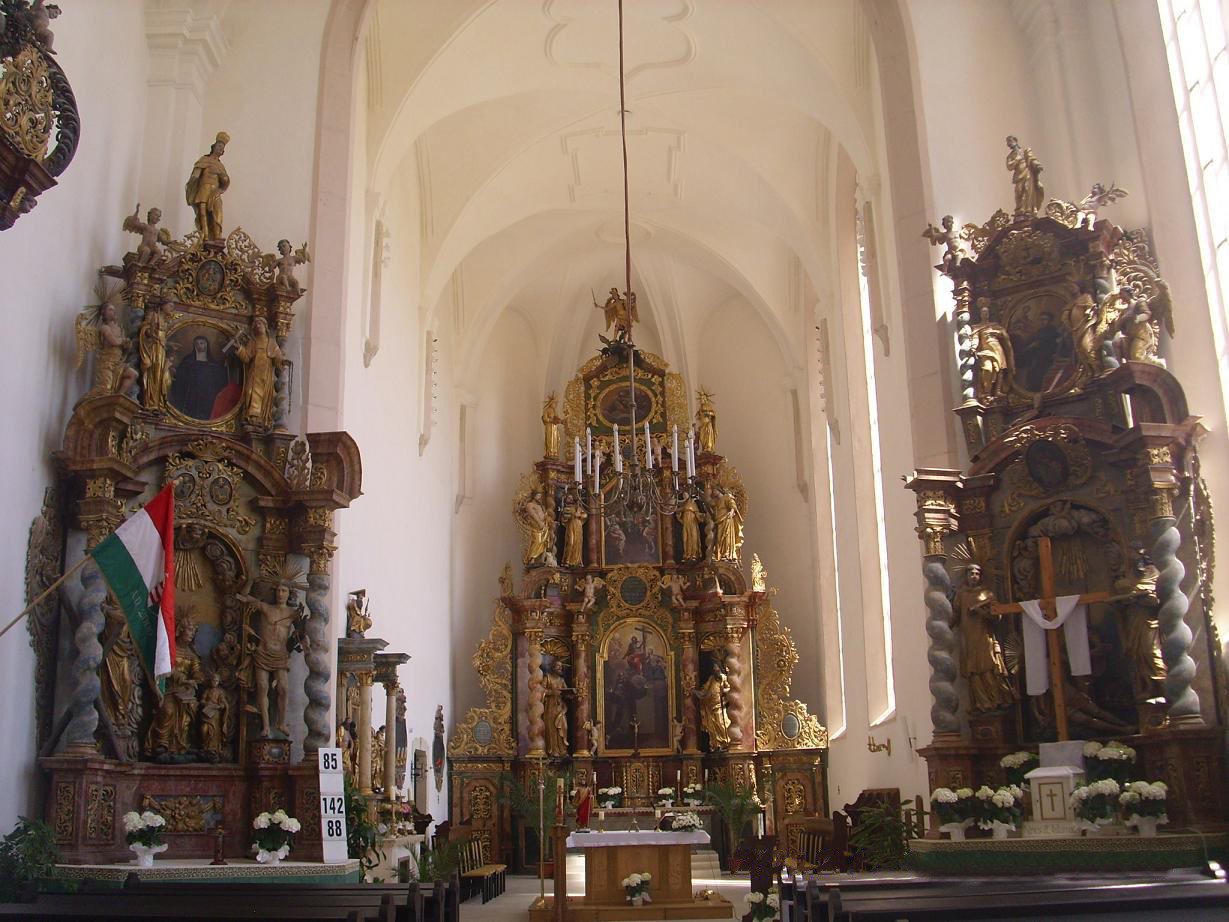
L'intérieur de l'église des Minorites